# Karlo Meyer
Karlo Meyer (* 16. Januar 1968 in Oldenburg (Oldb)) ist ein deutscher evangelischer Theologe und Religionspädagoge mit Lehrstuhl an der Universität des Saarlandes.

## Leben
Meyer studierte evangelische Theologie an der Kirchlichen Hochschule Bethel, an der Eberhard Karls Universität Tübingen und an der Georg-August-Universität Göttingen. Nach dem Ersten Kirchlichen Examen 1993 nahm er ein einjähriges Masterstudium in Pädagogik an der University of Birmingham auf. Dort schloss er 1996 bei John M. Hull mit dem Master of Philosophy ab. 1994 bis 1997 promovierte er bei Christoph Bizer an der Georg-August-Universität Göttingen zum Dr. theol. Nach pfarramtlichen und schulischen Tätigkeiten wurde er 2006 Leiter der Arbeitsstelle für interreligiöse Kooperation in der LehrerInnenausbildung der Gottfried Wilhelm Leibniz Universität Hannover. 2008 erhielt er eine sogenannte „eigene Stelle“ der DFG zur Habilitation. Die fertige Habilitationsschrift reichte er 2012 an der Universität Wien bei Martin Rothgangel ein. Schon drei Jahre vorher wurde er 2009 als Professor für Religionspädagogik an die Universität Bremen berufen. 2013 erhielt er einen Ruf an die Universität des Saarlandes, an der er seither lehrt. Einen Ruf an die Julius-Maximilians-Universität Würzburg lehnte er 2015 ab.
2018 wurde er in den Vorstand der Gesellschaft für wissenschaftliche Religionspädagogik gewählt. 2020 bis 2022 war er Vorsitzender der GwR. Zu seinen Forschungsgebieten gehören interreligiöses Lernen und Konfirmandenarbeit.

## Theorie

### Zeugnislernen: Religiöses „Zeug-nis“ als „Gegen-stand“
Karlo Meyer entwickelte in den 1990er Jahren den didaktischen Begriff des religiösen „Zeug-nisses“ als „Gegen-stand“ des Unterrichts (beides mit Bindestrich). Dabei geht es ihm darum, fremde Texte, Artefakte, Geräusche, Gerüche, Grundaussagen etc. als religiöse Gebrauchselemente zu begreifen, die erst aus dem eigentlichen Kontext ihres Gebrauchs ganz verständlich und daher in der Schule immer widerständig, bzw. eben „gegen-ständig“ bleiben werden. Sie sind kein „Arte-Fakt“, bei dem es auf das kunstfertige Machen ankommt, sondern mit einem Neologismus ausgedrückt eher „Religio-Prakt“, mit denen Religion ausgeübt wird. Die durch den Raum der Schule bedingte bleibende Fremdheit ist im Unterricht aufzunehmen, z. B. durch die Verwendung von „Fremdheitsmarkern“, um kenntlich zu machen, dass wesentliches ohne den religiösen Kontext des Vollzugs beim Lernen entzogen bleibt.

### Unterscheidung von vier Religionenerschließungsmodi

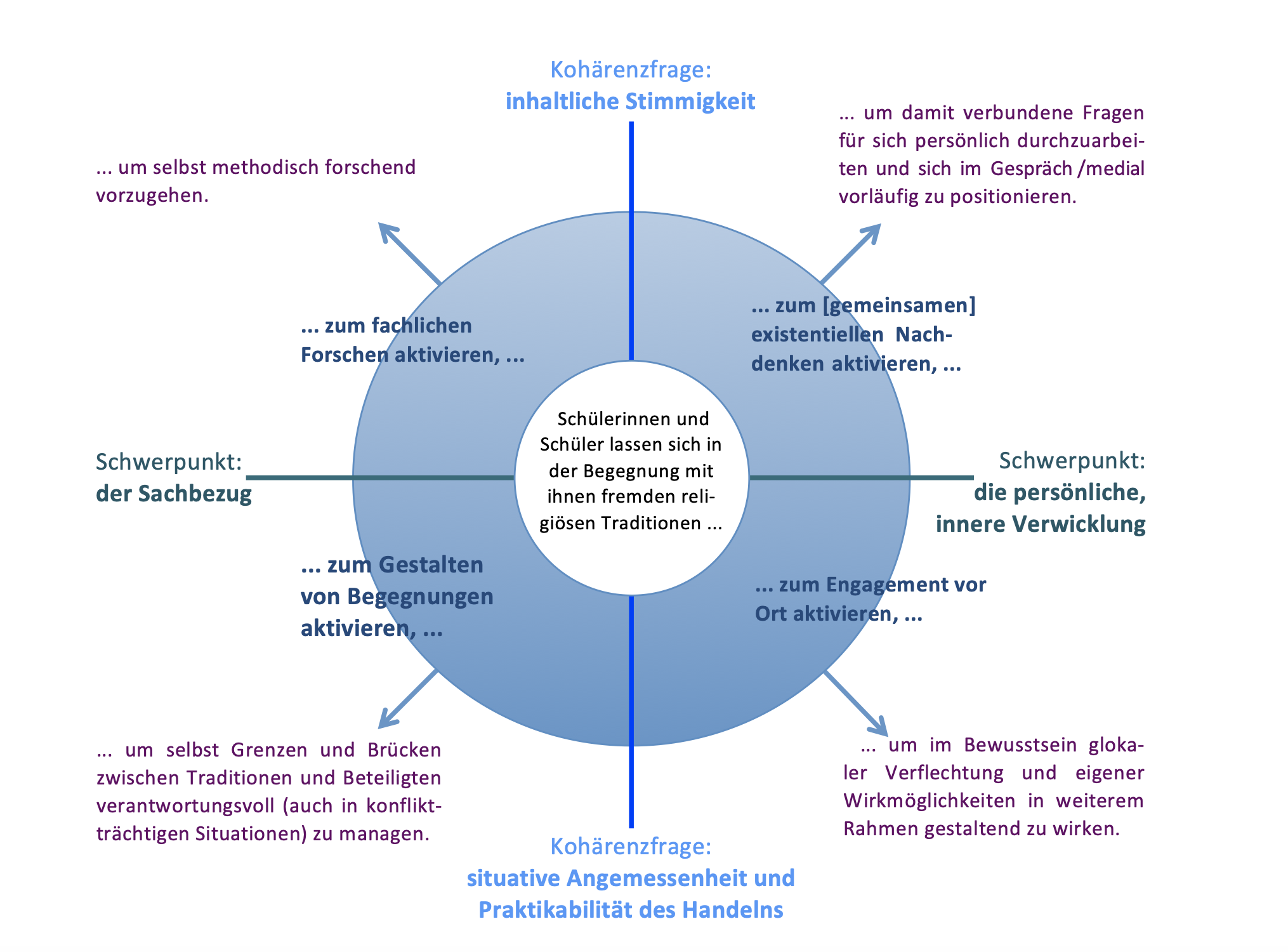

Anstelle einer reinen Wissensvermittlungen von Richtigkeiten über die Religionen schlägt Meyer vor, die Schülerinnen und Schüler selbst beim interreligiösen Lernen zu aktivieren. Dies Aktivierung könne in vier Richtungen erfolgen: 1. Im Blick auf eigene, kleine religionswissenschaftliche Forschungen (z. B. Interviews mit Menschen aus unterschiedlichen Traditionen); 2. im Blick auf die Beschäftigung mit existentiellen Fragen, die die Religionen unterschiedlich aufwerfen und die zum Dialog sowie zu eigenen Positionierungen führen (z. B. zur Frage: Gibt es einen Gott und wie verhält er sich den Menschen gegenüber?); 3. im Blick auf die Gestaltung von sozial und sachlich angemessenen Begegnungen unter Menschen unterschiedlicher Religionen bzw. angemessene Begegnungen mit fremden religiösen Phänomenen (z. B. Gestaltung der Begrüßung und eines Gespräches mit einem Gast aus den Religionen); 4. im Blick auf ein mögliches Engagement in religionspolitischen Fragen bzw. im Religionsdialog vor Ort (z. B. bei der Einwerbung von Unterstützung für einen Andachtsraum für alle in der Schule). Diese Ausrichtungen fasst Meyer in eine Grafik, bei der nach oben die sachliche Stimmigkeit akzentuiert wird (Forschen und der Umgang mit existentiellen Fragen) und nach unten hin die Bedeutung der situativen Angemessenheit stärker zu gewichten ist (Begegnungsfragen und Engagement vor Ort). In der horizontalen Ausrichtung geht es nach links bei dem Schema eher um den Sachbezug, nach rechts eher um die persönliche, innere Verwicklung (siehe Grafik rechts).

### Der doppelte Individuenrekurs
Ausgehend von diesen Überlegungen entwickelte Meyer Unterrichtsmaterialien, in denen durch Kinder, Jugendliche und Erwachsene unterschiedlicher Religionen der religiöse Gebrauch von Texten, Gebäuden und anderen Religionselementen in einer Begegnungssituation transparent gemacht wurde. 2019 prägte er für dieses Vorgehen den Begriff des „doppelten Individuenrekurses“. Der Begriff „doppelt“ meint dabei einerseits, dass Kinder und Jugendliche in den Materialien vorgestellt werden, die eine Tradition praktizieren und dabei in Dialog mit anderen treten. Andererseits geht es auch um die Schülerinnen und Schüler mit ihren Ansichten, die durch die Materialien Denkimpulse erhalten. Beim interreligiösen Lernen sollte daher immer ein doppelter Bezug hergestellt werden zu religiösen Praktikern und Praktikerinnen (bei Meyer vor allem Kinder/Jugendliche) und zu den Lernenden im Unterricht. Meyer sieht diesen Ansatz auch in Materialien von Mirjam Zimmermann und Thorsten Knauth verwirklicht.

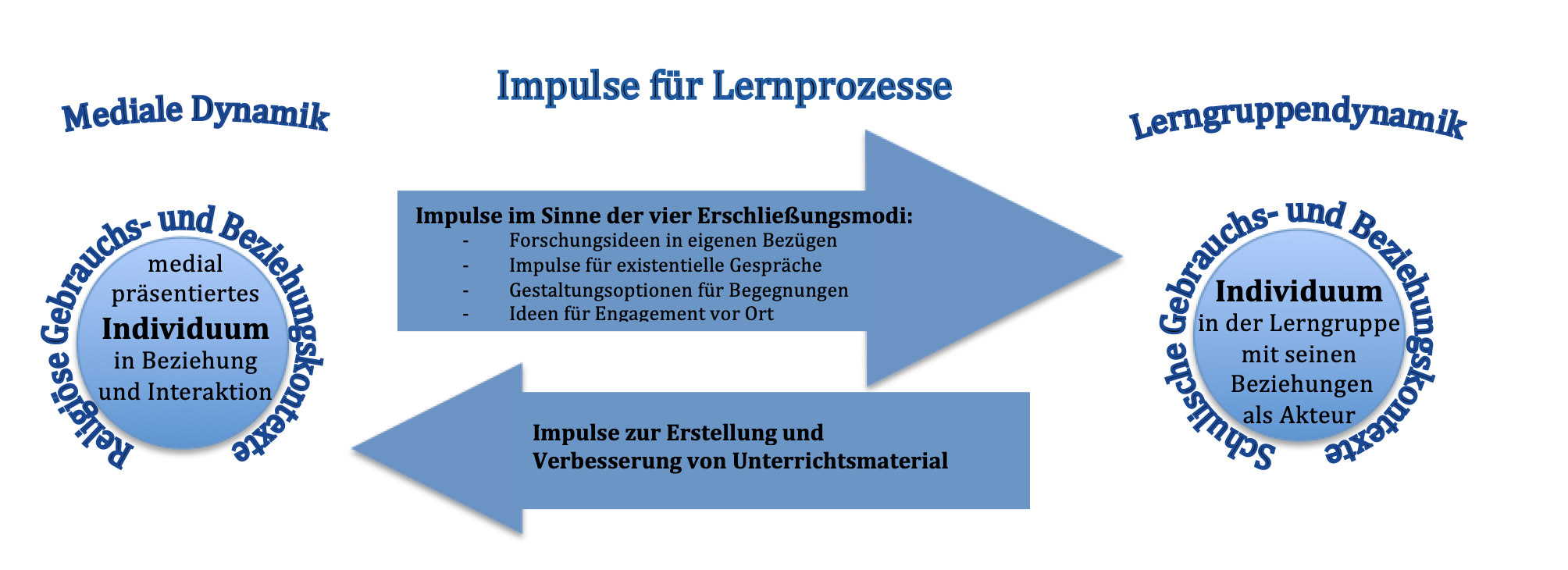

Im Idealfall sieht Meyer, dass Impulse von den Individuen im Material mit den dort präsentierten Gebrauchs- und Beziehungskontexten auf die Schülerinnen und Schüler als Individuen mit ihren eigenen (schulischen) Kontexten einwirken, sowie umgekehrt, dass von den religiösen Gebrauchs- und Beziehungskontexten der Schülerinnen und Schüler Impulse in die unterrichtliche Materialgestaltung einfließen (dazu die Grafik).

### Liturgisches Lernen
Eine andere thematische Ausrichtung verfolgt Meyer mit empirischen Forschungsvorhaben um liturgisches Lernen, insbesondere im Rahmen der Konfirmandenarbeit (KA). Ein herausragendes Ergebnis qualitativer und quantitativer Untersuchungen besteht darin, dass Gottesdienste in der KA vor allem dann als positiv wahrgenommen werden, wenn ein hohes Gemeinschaftsgefühl in der Gruppe erlebt wird. Weder Jugendgottesdienste, noch z. B. jugendliche Teamer führen an sich zur besseren Wahrnehmung gottesdienstlicher Veranstaltungen. Auch mehr oder wenige peppige Inhalte werden rasch vergessen. Was nachhaltiger wirkt sind soziale Bindungserfahrungen, die in und im weiteren Rahmen von diesen Veranstaltungen erlebt werden. Dabei helfen z. B. „Trägergruppen“, die den Gottesdienst (mit Gesang, Anteilnahme etc.) tragen und eine hohe Bindung zu den Jugendlichen entwickeln (z. B. spezifisch gottesdienstaffine Teamer oder Gottesdienstpaten). Auf dem Weg der damit verbundenen Sozialerfahrungen verbinden sich auch mit Gottesdiensten positive Bewertungen.

## Werke (Auswahl)
- Grundlagen interreligiösen Lernens, v&r, Göttingen 2019
- Moscheepädagogik, Synagogenpädagogik und Tempelpädagogik. In: Das wissenschaftlich-religionspädagogische Lexikon (www.wirelex.de), 2017
- Glaube, Gott und letztes Geleit. Unterrichtsmaterial zu jüdischen, christlichen und muslimischen Bestattungen, v&r, Göttingen 2015, sowie online bei universaar, Saarbrücken, 2015
- Wie die Konfis zur Kirchen kommen. Fragen, Erfahrungen, Konzepte, v&r, Göttingen 2012
- Gottesdienst in der Konfirmandenarbeit. Eine triangulative Studie, v&r, Göttingen 2012
- Fünf Freunde fragen Ben nach Gott. Begegnungen mit jüdischer Religion in den Klassen 5-7, v&r, Göttingen 2008
- Weltreligionen. Kopiervorlagen für die Sekundarstufe I, Vandenhoeck & Ruprecht, v&r, Göttingen 2008
- Lea fragt Kazim nach Gott. Christlich-muslimische Begegnungen in den Klassen 2 bis 6, v&r, Göttingen 2006
- Zeugnisse fremder Religionen im Unterricht. “Weltreligionen” im deutschen und englischen Religionsunterricht, Neukirchener Verlag, Neukirchen 1999, zweite Auflage bei v&r, Göttingen 2012